# Salt Range
Le Salt Range (littéralement « chaînon salé ») est un massif de montagnes dans le Pendjab pakistanais, constitué de vastes dépôts de sel gemme. Il s'étend de la rivière Jhelum jusqu'à l'Indus, sur environ 230 km à travers le Nord de la province du Pendjab. Elle comprend les mines de sel de Khewra, Warcha et Kalabagh. Du charbon de qualité moyenne s'y trouve aussi.

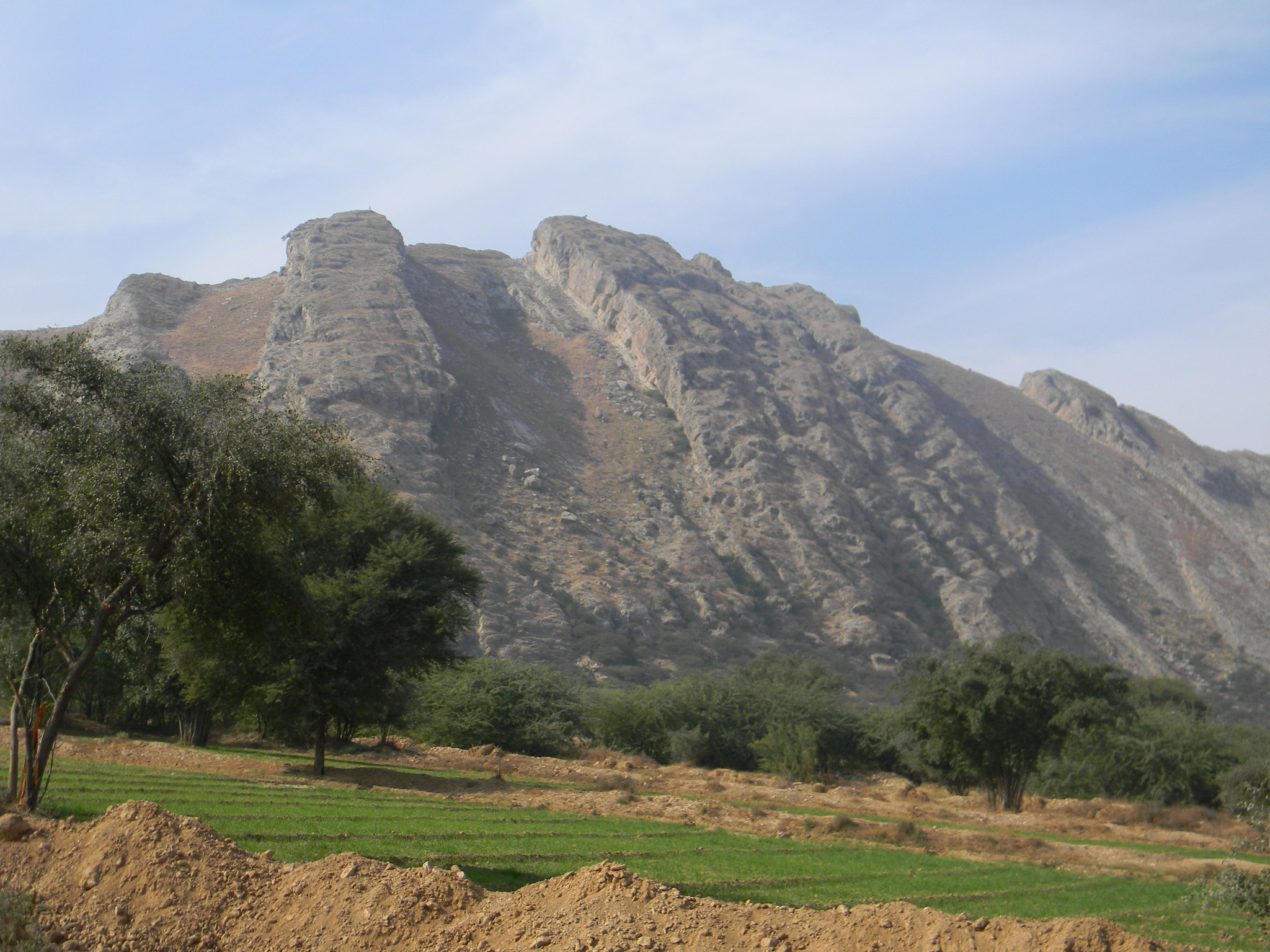
Partie du Salt Range dans le district de Mianwali dans la province du Pendjab au Pakistan.

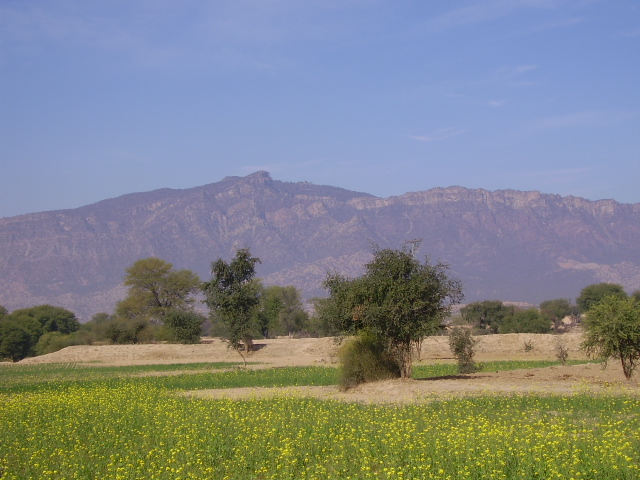
Tilla Jogian, la deuxième plus haute montagne du Salt Range.